# Zîmna Voda, Pustomîtî
Zîmna Voda (în ucraineană Зимна Вода, în germană Zimna Woda/Kaltwasser) este o comună în raionul Pustomîtî, regiunea Liov, Ucraina, formată numai din satul de reședință. Satul a fost locuit de germanii galițieni.

## Demografie
Componența lingvistică a comunei Zîmna Voda
     Ucraineană (99,19%)
     Alte limbi (0,66%)
Conform recensământului din 2001, majoritatea populației comunei Zîmna Voda era vorbitoare de ucraineană (99,19%), existând în minoritate și vorbitori de alte limbi.